# Dušan Fitzel
Dušan Fitzel (* 15. April 1963 in Bojnice) ist ein ehemaliger tschechoslowakischer Fußballspieler und derzeitiger -trainer.
Fitzel spielte von 1983 bis 1992 bei Dukla Prag, für das er in 158 Partien als defensiver Mittelfeldspieler drei Tore erzielte. 1992 ging für zwei Jahre zu EPA Larnaka nach Zypern, für das er 42 Mal spielte und dabei drei Tore schoss. Seine Karriere beendete er 1995 beim damaligen Zweitligisten FK Chmel Blšany.
Seine ersten Erfahrungen als Trainer machte er bei der Jugend von Slavia Prag. Zwischen 1998 und 2005 arbeitete er als Jugendtrainer für den Tschechischen Fußballverband, er betreute unter anderem die U18-, U19- und U20-Nationalmannschaft als Hauptverantwortlicher Trainer. Bei der U-21-Auswahl war er als Assistent tätig. Anfang 2005 übernahm er die Nationalmannschaft Maltas. Vom Juni bis Dezember 2016 war Fitzel Assistenztrainer von Pavel Vrba beim russischen Erstligisten Anschi Machatschkala. Von Juli 2017 bis Juni 2019 war er Co-Trainer bei FC Viktoria Pilsen.
| Personendaten    | Personendaten                             |
| ---------------- | ----------------------------------------- |
| NAME             | Fitzel, Dušan                             |
| KURZBESCHREIBUNG | tschechischer Fußballspieler und -trainer |
| GEBURTSDATUM     | 15. April 1963                            |
| GEBURTSORT       | Bojnice                                   |